# Ester Mägi
Ester Kustovna Mägi (født 10. januar 1922 i Tallinn, Estland, død 14. maj 2021) var en estisk komponist og lærer.
Mägi er Estlands mest anerkendte kvindelige komponist indenfor klassisk musik. Hun studerede komposition på musikkonservatoriet i Tallinn og senere på Moskva musikkonservatorium hos Vissarion Sjebalin. Hun skrev en symfoni, orkesterværker, kammermusik, koncerter for mange instrumenter etc. Mägi var senere lærer i komposition på musikkonservatoriet i Tallinn. Hun var i sin kompositionsstil inspireret at estisk folklore og russisk klassisk musik.

## Udvalgte værker
- Symfoni (1968) - for orkester
- Klaverkoncert (1953) - klaver og orkester
- Violinkoncert (1958) - for violin og orkester
- "Vesper"(1998) - for strygeorkester